# Église presbytérienne du Guyana
L'Église presbytérienne du Guyana (Presbyterian Church of Guyana) est une Église presbytérienne au Guyana rassemblant plus de 5 000 membres. Elle est membre de la Conférence des Églises de la Caraïbe et de l'Alliance réformée mondiale.

## Historique
Le 23 septembre 1815, des Écossais dans la nouvelle Guyane britannique décident d'établir une Église presbytérienne dans la colonie. Un édifice inachevé, qui était destiné à devenir une église, est acheté aux Néerlandais. Le premier pasteur, Archibald Brown, arrive le 18 septembre 1816. 
Beaucoup de membres de l'Église écossaise étaient propriétaires d'esclaves ; compte tenu de la position libérale des Écossais envers les esclaves, les Africains ont été admis dans la congrégation dès 1821. l'implantation d'églises été couronnée de succès, et l'Église presbytérienne du Guyana est créé le 9 février 1837, lors d'une session à St. Andrews Kirk. En 1860, elle absorbe les membres restants de l'Église réformée néerlandaise. L'Église était largement soutenue par des subventions gouvernementales. Une dissolution partielle commence en 1899. En 1945, une somme en capital est versée à l'Église presbytérienne et l'État cesse son aide financière. Le 25 mai 1967, l'Église d'Écosse dissout le presbytère, qui devient alors une Église autonome.